# Fosse no 1 - 1 bis des mines de Ligny-lès-Aire
La fosse no 1 - 1 bis de la Compagnie des mines de Ligny-lès-Aire est un ancien charbonnage du Bassin minier du Nord-Pas-de-Calais, situé à Enquin-les-Mines. Son fonçage commence à la fin de l'année 1855 par la Compagnie des mines de la Lys-Supérieure, qui fait faillite en 1884. La fosse est reprise par la Compagnie de Lières qui fait elle aussi faillite en 1894. C'est finalement la Compagnie des mines de Ligny-lès-Aire qui reprend la fosse et y adjoint un puits no 1 bis. Des corons sont bâtis à quelques centaines de mètres de la fosse, et deux terrils sont édifiés. La compagnie abandonne définitivement la fosse no 1 - 1 bis le 12 août 1928 pour commencer à exploiter en mai 1929 la fosse no 3.
La Compagnie des mines de Ligny-lès-Aire est nationalisée en 1946, et intègre le Groupe d'Auchel. Le petit terril no 245 est partiellement exploité.
Au début du XXIe siècle, Charbonnages de France matérialise les têtes des puits nos 1 et 1 bis, il subsiste plusieurs anciens bâtiments sur le carreau de fosse. Le terril no 244 a été inscrit le 30 juin 2012 sur la liste du patrimoine mondial de l'Unesco.

## La fosse

### Fonçage
La fosse de Fléchinelle est ouverte dans le hameau du même nom à Enquin-les-Mines à la fin de 1855, le 22 décembre. Fléchinelle était jusqu'en 1822 une commune à part entière, elle a été absorbée par Enquin,. Le niveau est difficile à franchir, il a exigé deux années de travail et d'efforts pour être traversé. La hauteur du cuvelage est de 80 mètres.

### Exploitation
Le terrain houiller est rencontré à 127,23 mètres en avril 1858. Le cuvelage qui est en orme, à seize pans, a été revêtu, en 1866, d'une chemise en fonte ayant cinquante mètres de hauteur depuis la base dudit cuvelage. Ce revêtement qui a coûté 120 000 francs a réduit le diamètre utile du puits, de quatre mètres à 3,40 mètres. Un enfoncement sous stoc, exécuté à la fin de 1877, a porté la profondeur de la fosse à 365 mètres. La quantité de charbon extrait depuis la mise en exploitation en 1858 jusqu'au 31 décembre 1878, est de 473 772 tonnes. L'exploitation donne du grisou. Les accrochages sont établis aux profondeurs de 140, 180, 230, 280, 320 et 350 mètres.
La Compagnie des mines de la Lys-Supérieure fait faillite en 1884. M. Ridoux tente de reprendre la fosse en créant une nouvelle société, mais celle-ci fait faillite dix ans plus tard. La Compagnie des mines de Ligny-lès-Aire ajoute fin 1894 le puits no 1 bis à 55 mètres à l'est du puits no 1 afin de servir à l’aérage. Son diamètre est de 3,70 mètres, et sa profondeur de 180 mètres. Le niveau a été traversé par le procédé de congélation. Le cuvelage en fonte s'étend sur 77 mètres. La fosse no 1 - 1 bis produit 101 000 tonnes en 1918.
La fosse ferme définitivement le 12 août 1928. Les deux puits sont abandonnés la même année,. L'année suivante, au mois de mai, c'est la fosse no 3 qui commence à extraire, aidée de sa fosse d'aérage no 3 bis. La Compagnie des mines de Ligny-lès-Aire est nationalisée en 1946, et intègre le Groupe d'Auchel. Les fosses nos 2 - 2 bis, 3 et 3 bis sont définitivement arrêtées en 1950.

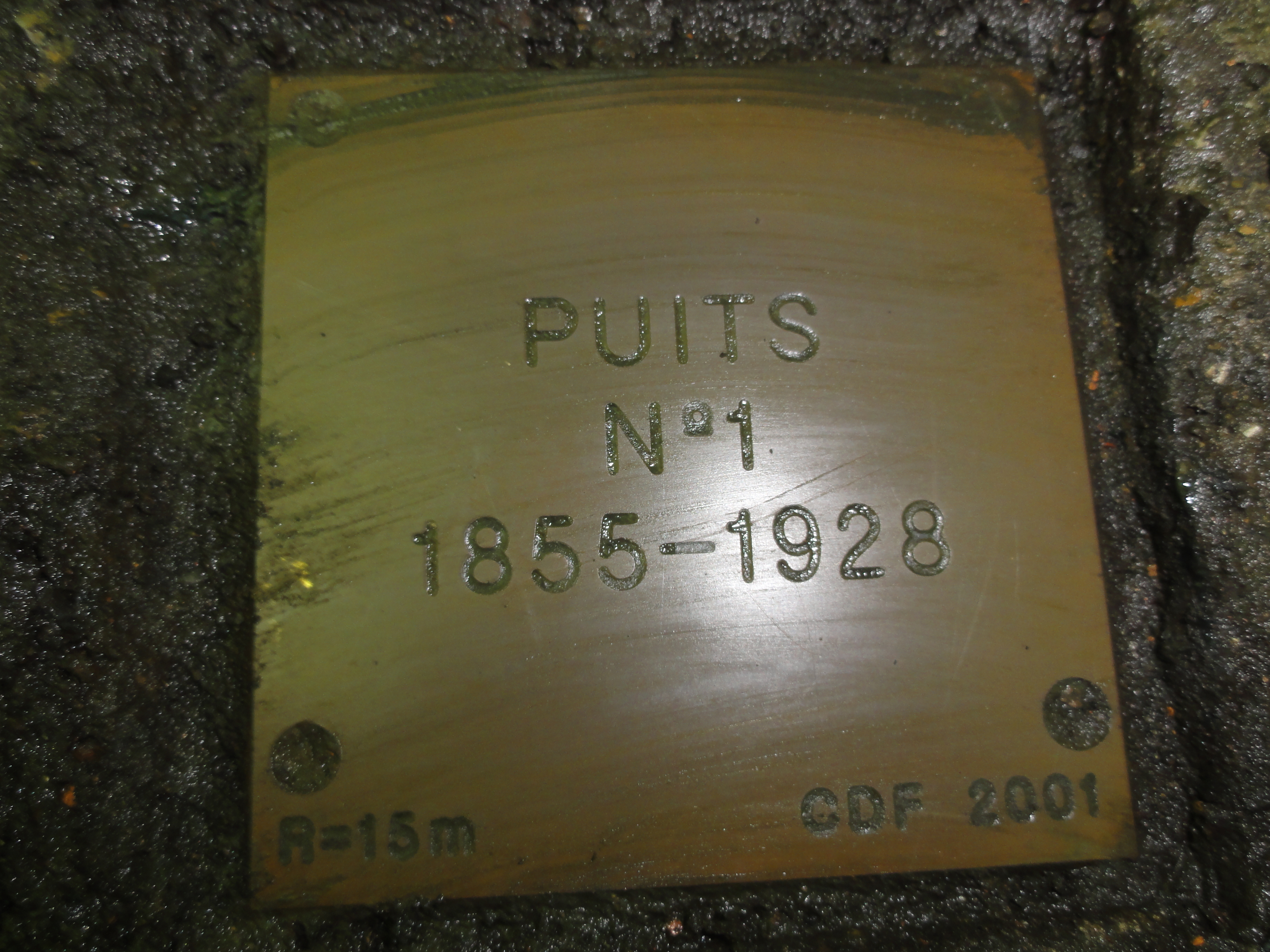
Puits no 1, 1855-1928.
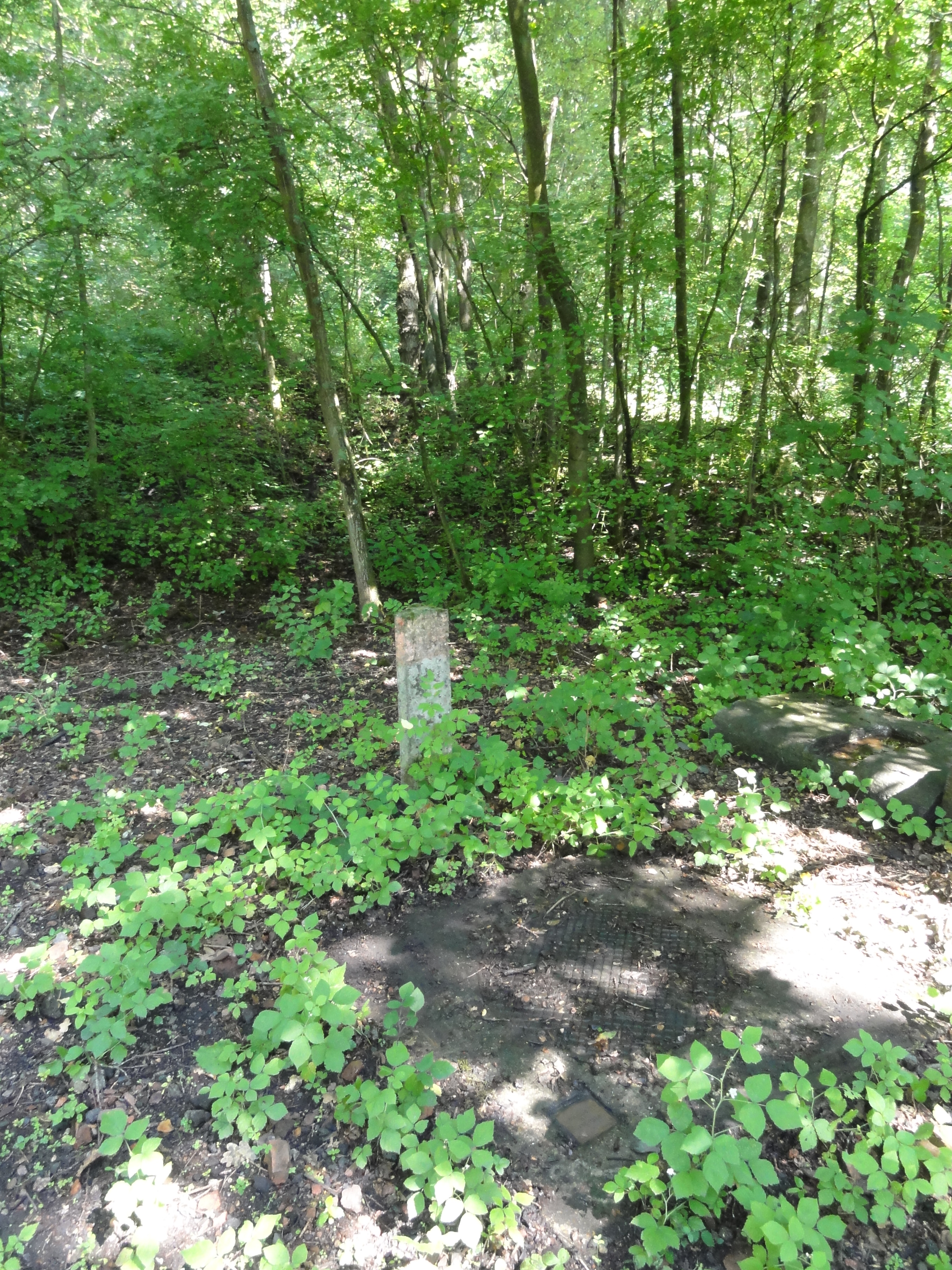
Le puits no 1 dans son environnement.
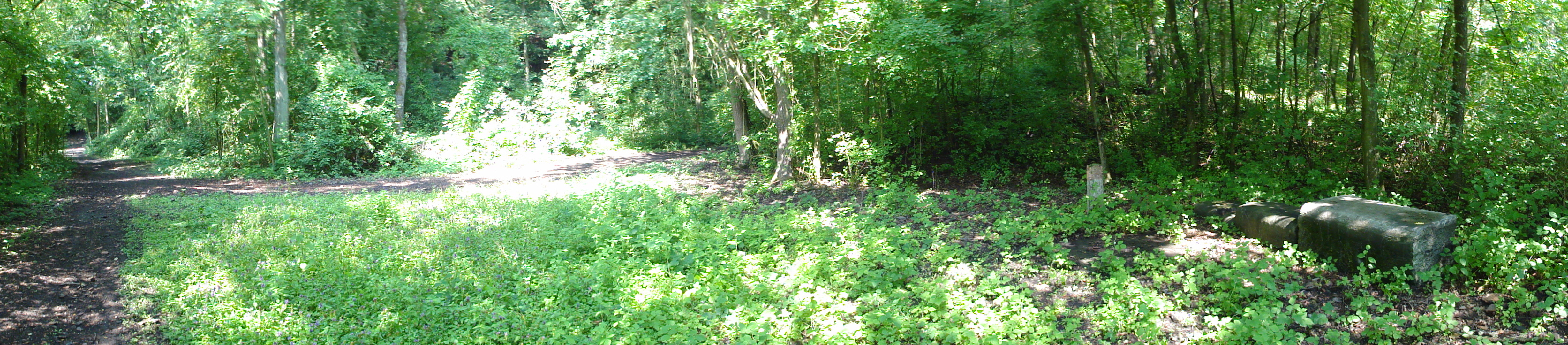
Le puits no 1 dans son environnement.
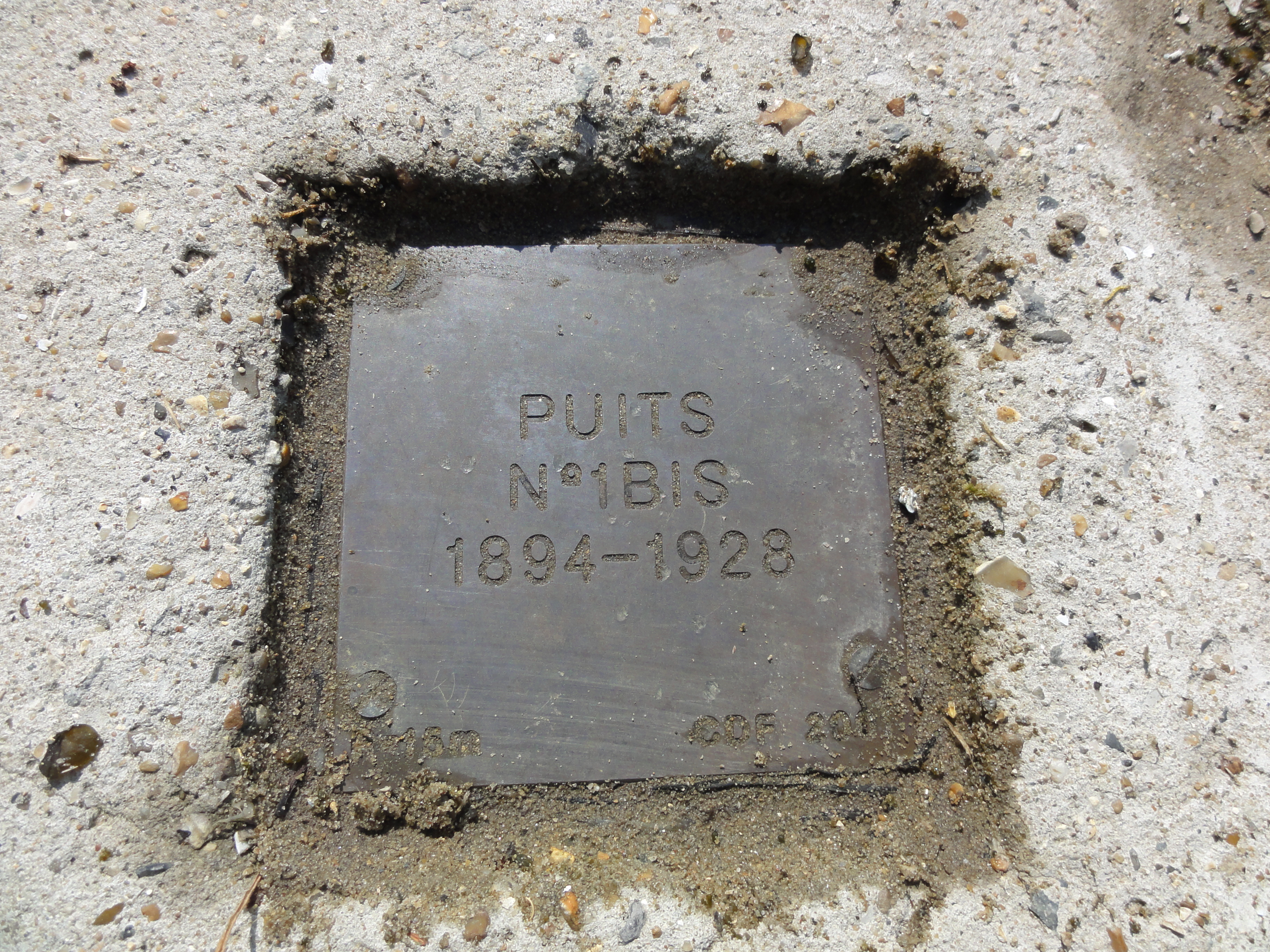
Puits no 1 bis, 1894-1928.
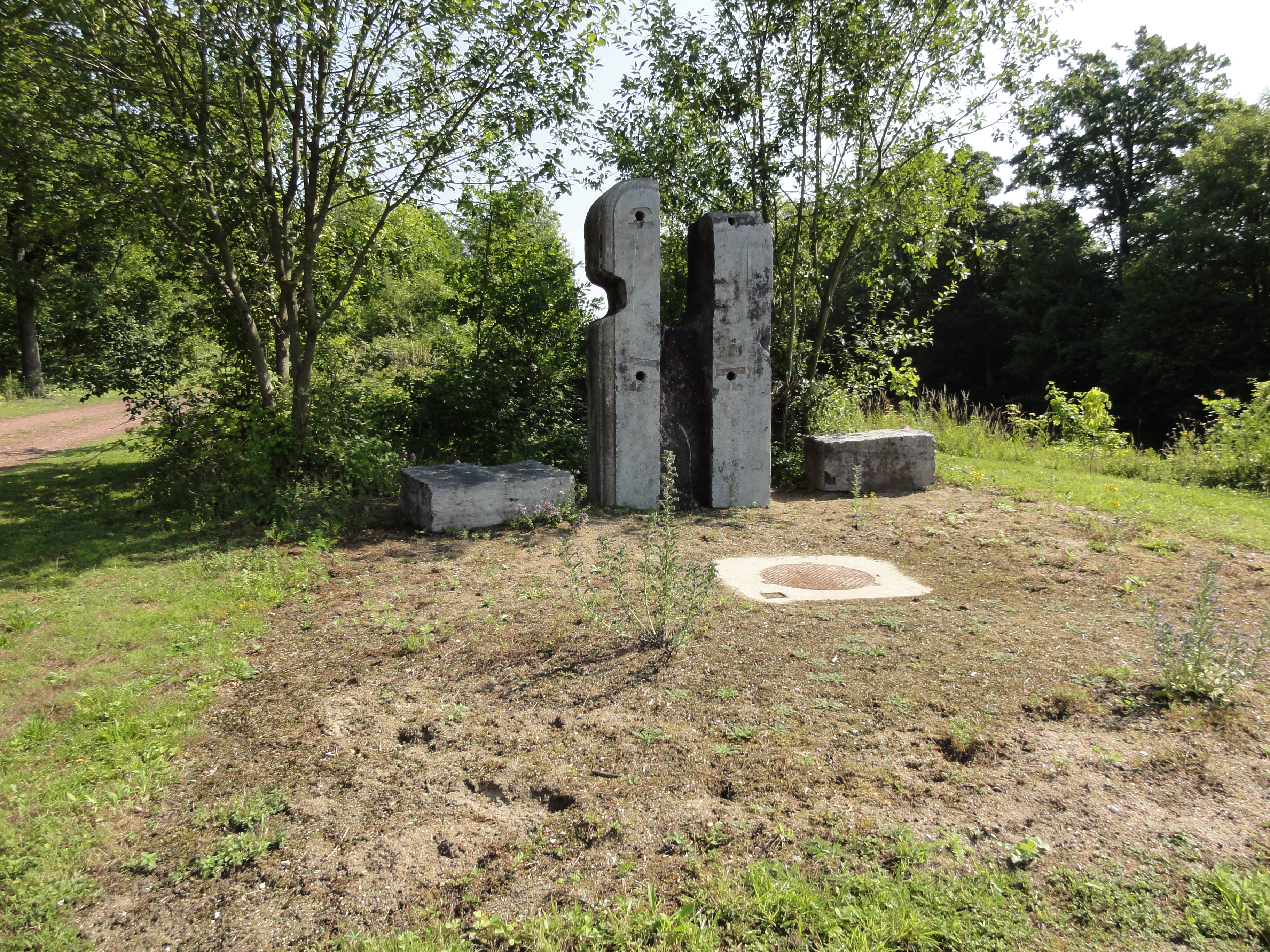
Le puits no 1 bis dans son environnement.
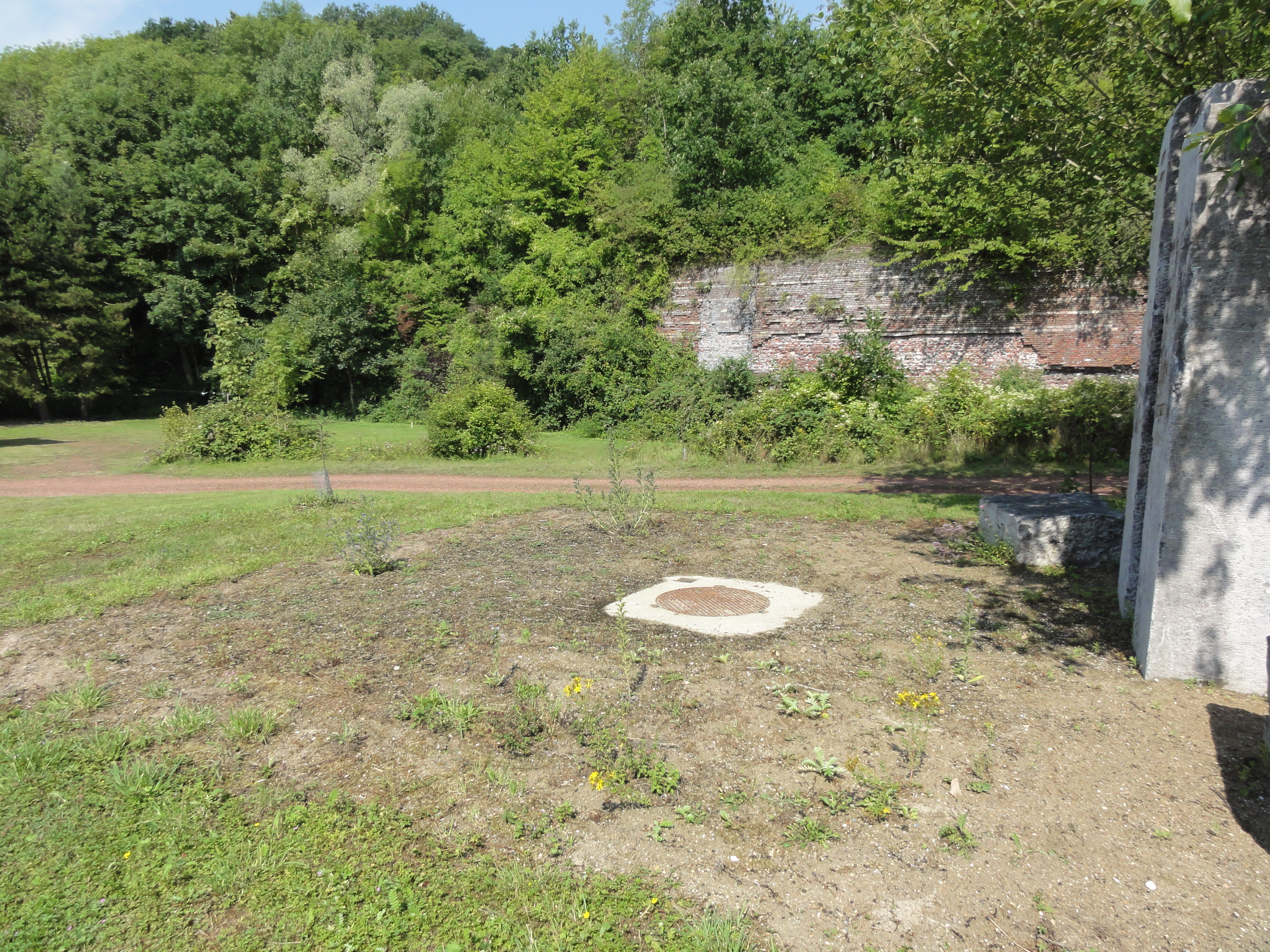
Le puits no 1 bis dans son environnement.

### Reconversion
Au début du XXIe siècle, Charbonnages de France matérialise les têtes des puits nos 1 et 1 bis. Le BRGM y effectue des inspections chaque année. De nombreux bâtiments ont été conservés, comme une remise, une bascule, les écuries et les bureaux.

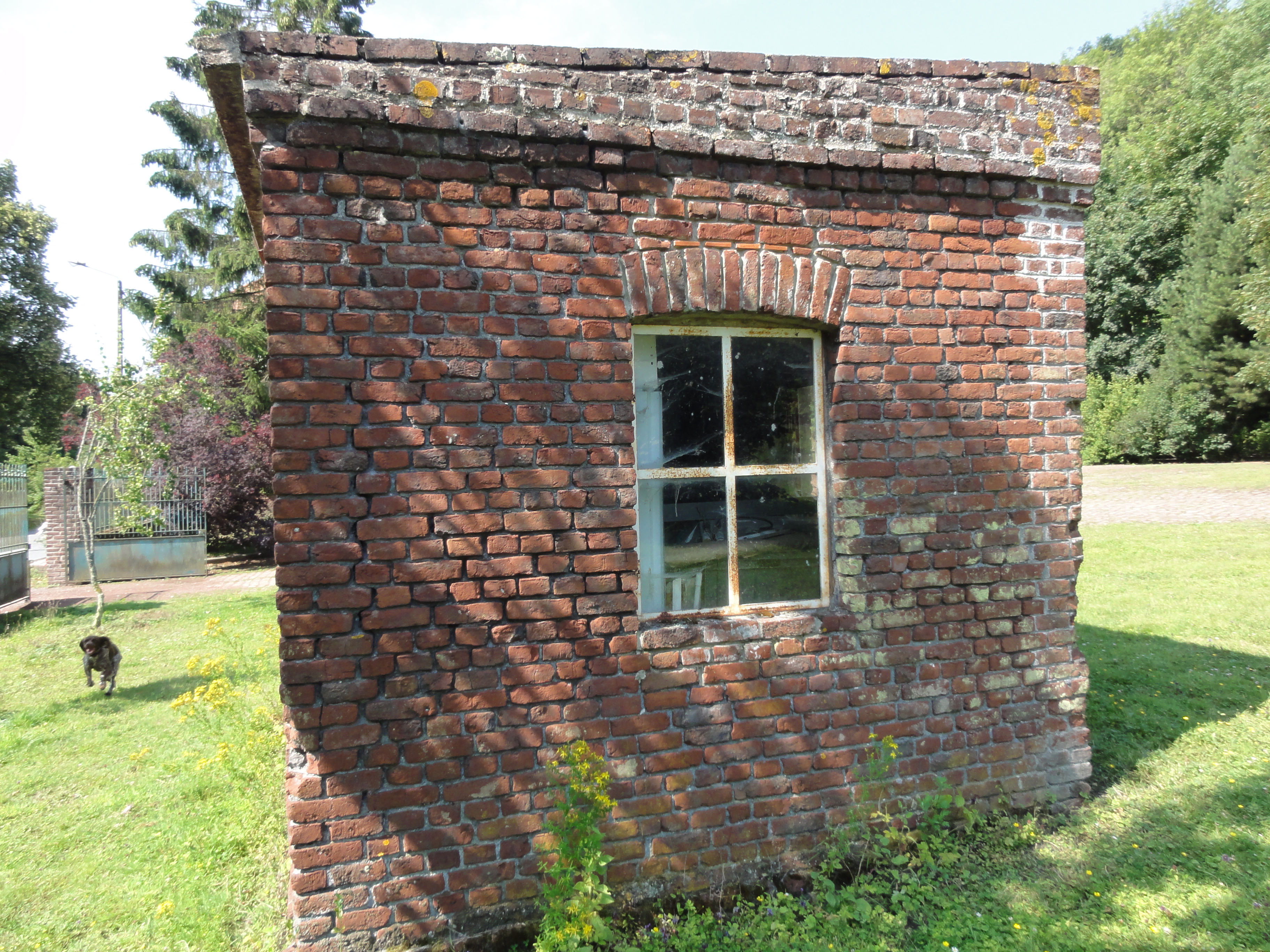
Une remise.
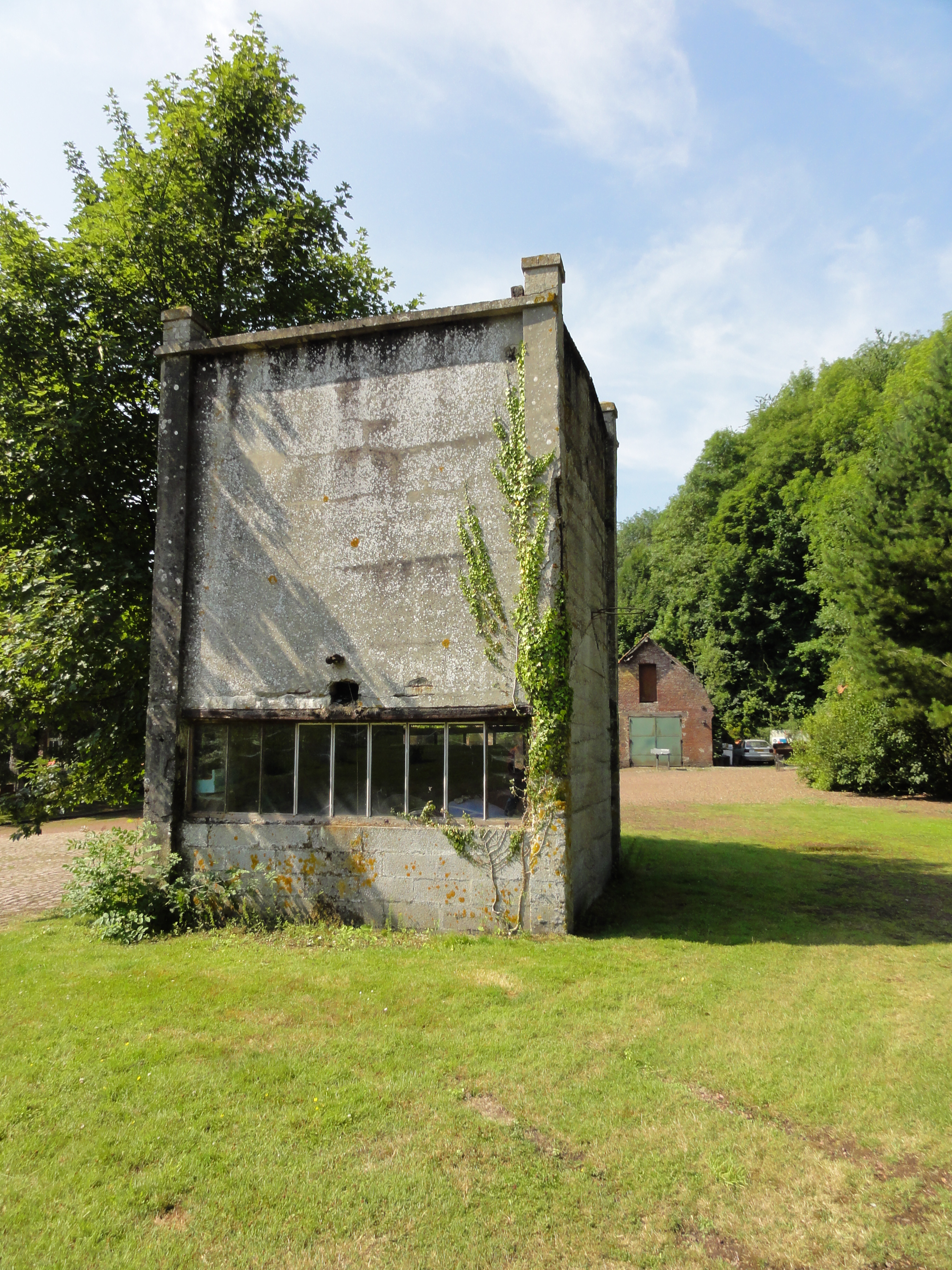
La bascule.
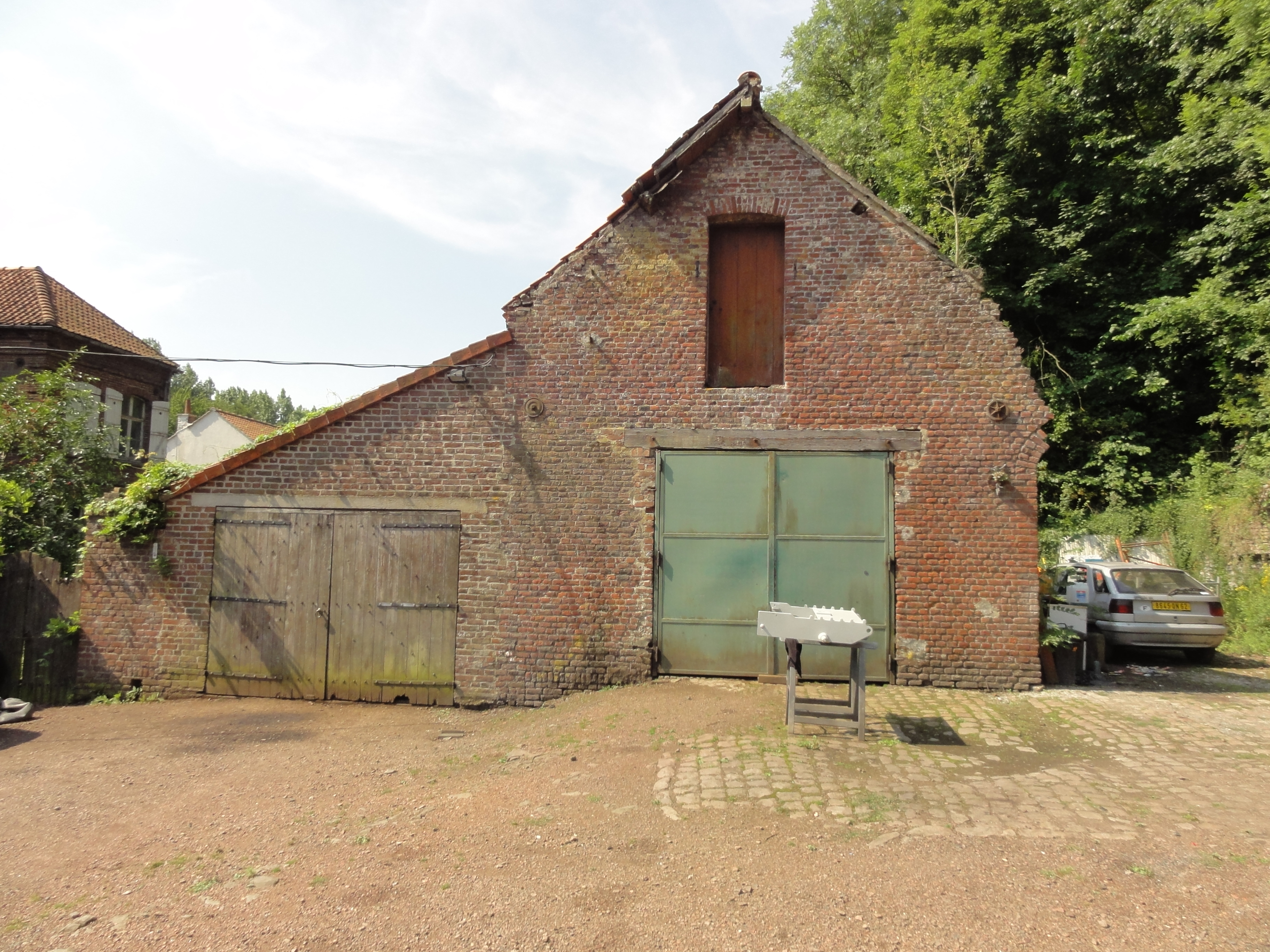
Les écuries.
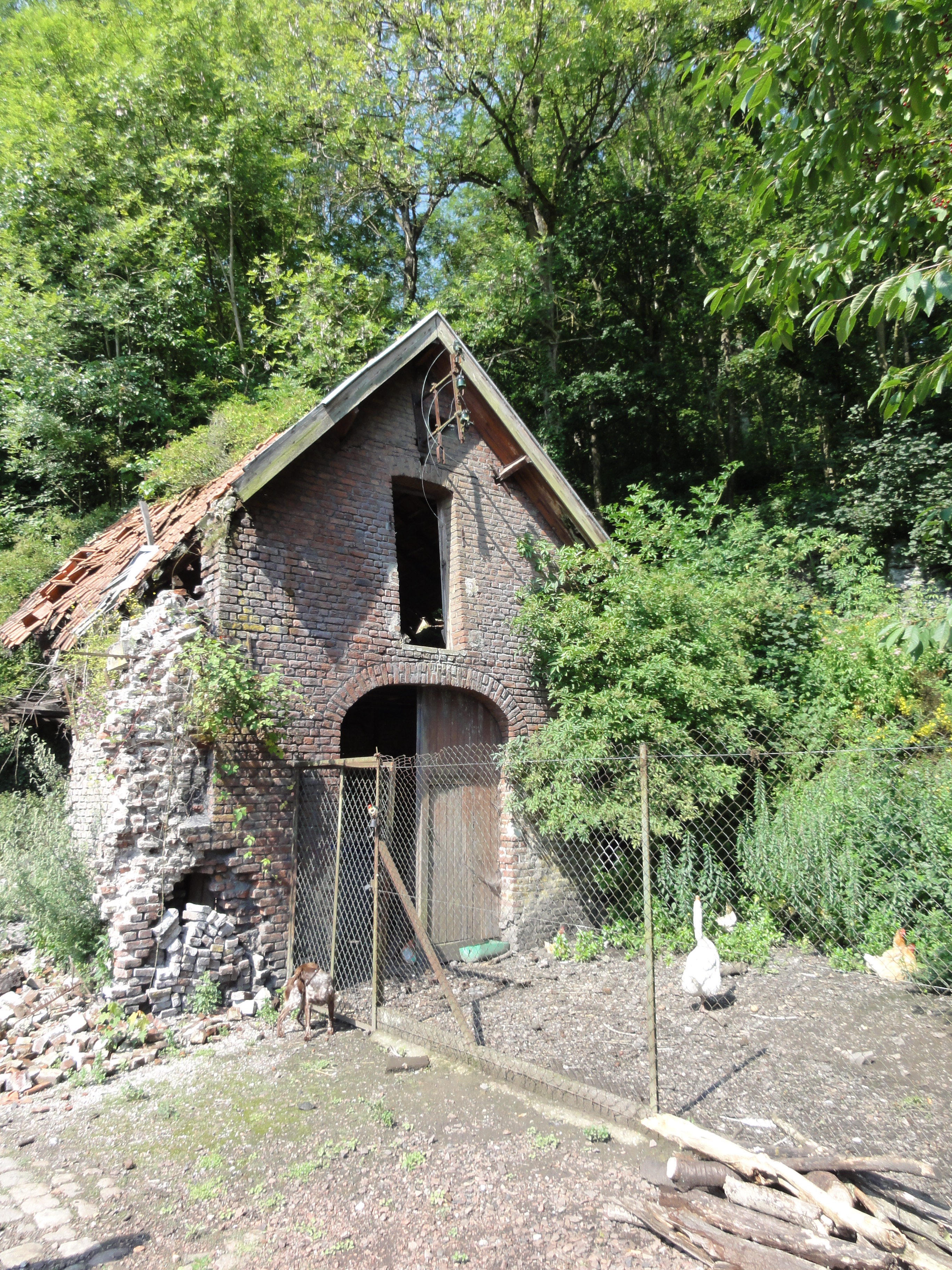
Les écuries.
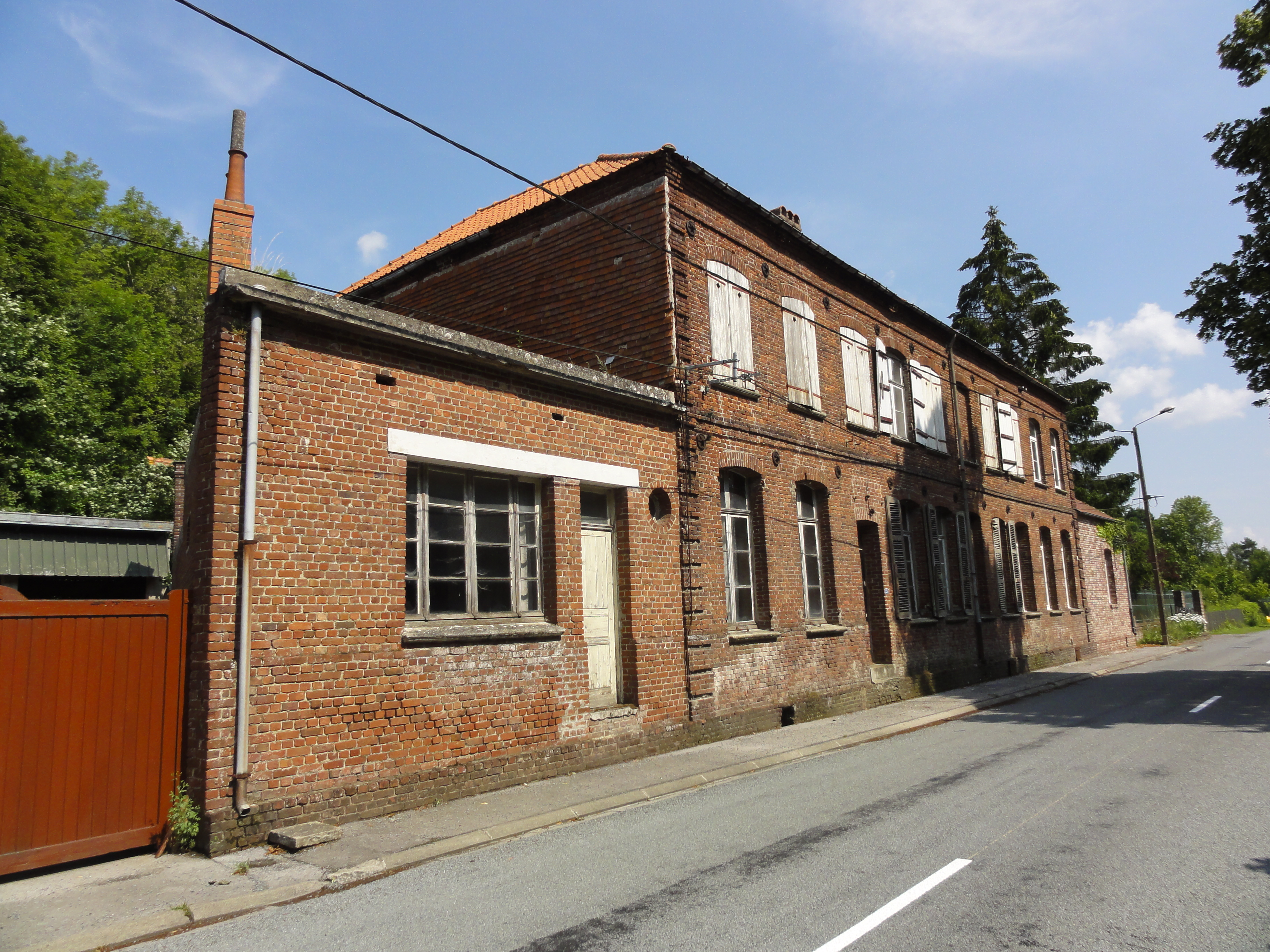
Les bureaux.
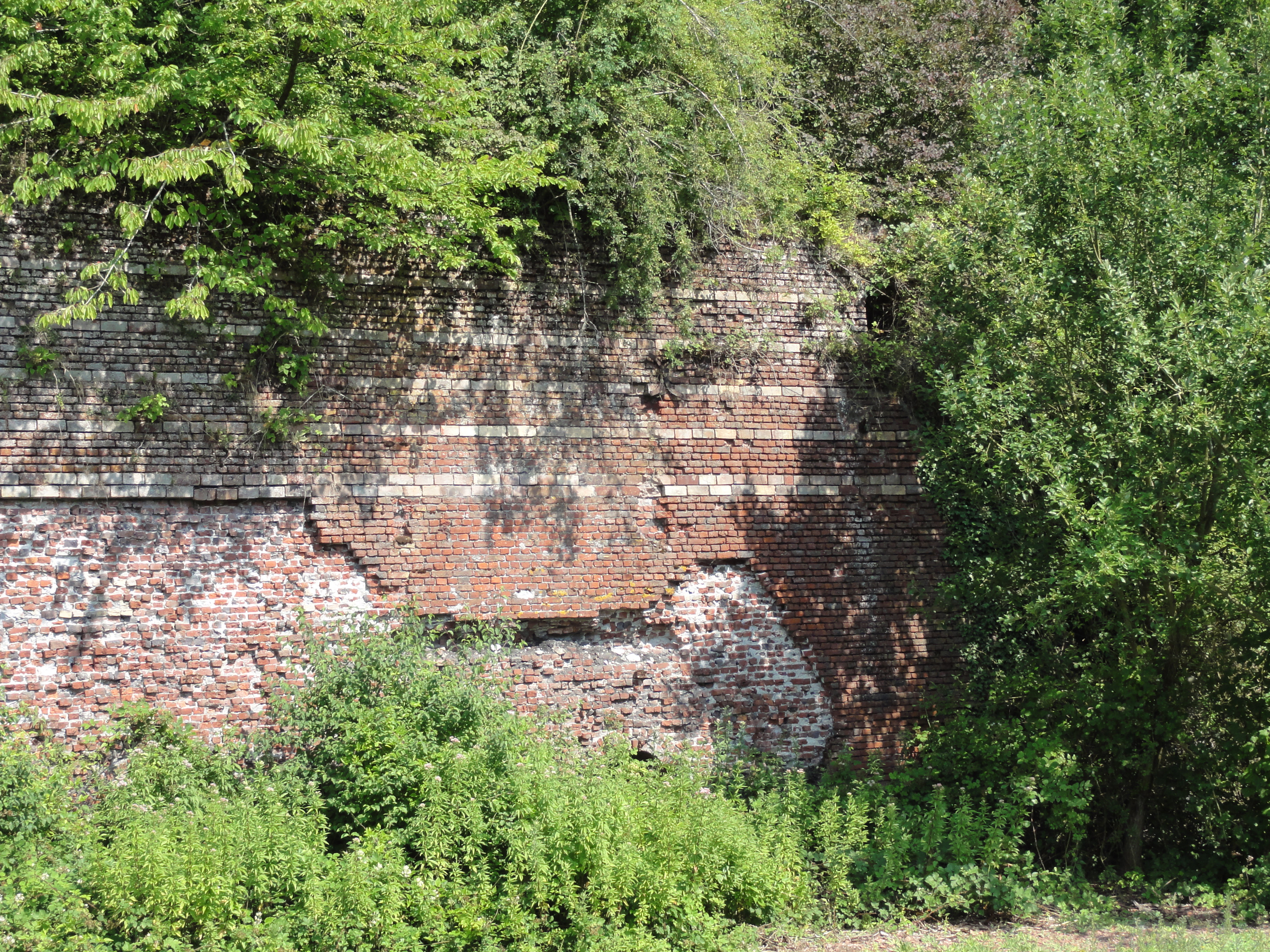
Un pan de mur, entre le puits no 1 et le triage.

## Les terrils
Deux terrils résultent de l'exploitation de la fosse.

### Terrilno244, Fléchinelle Ouest

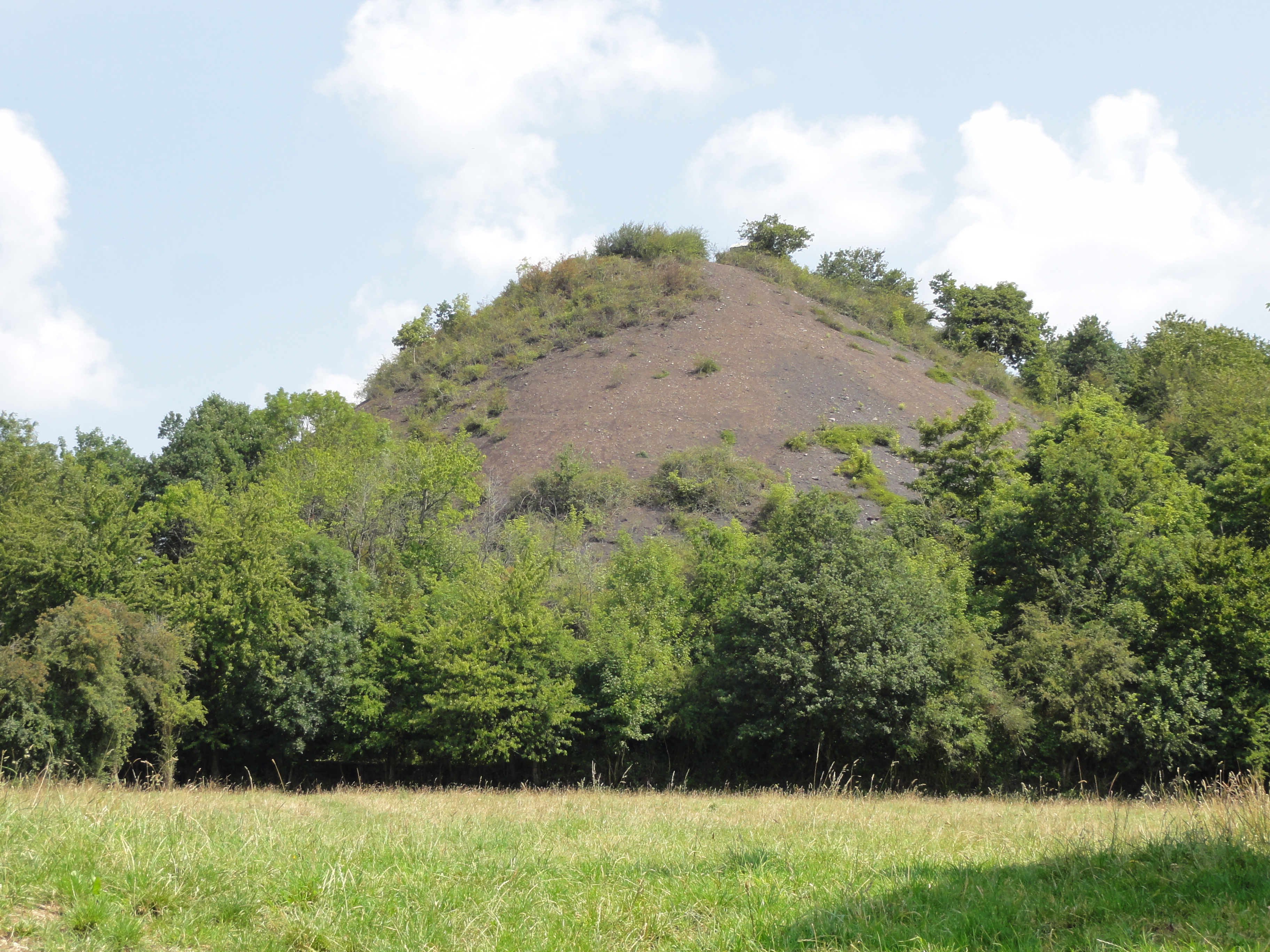
Le terril Fléchinelle Ouest.

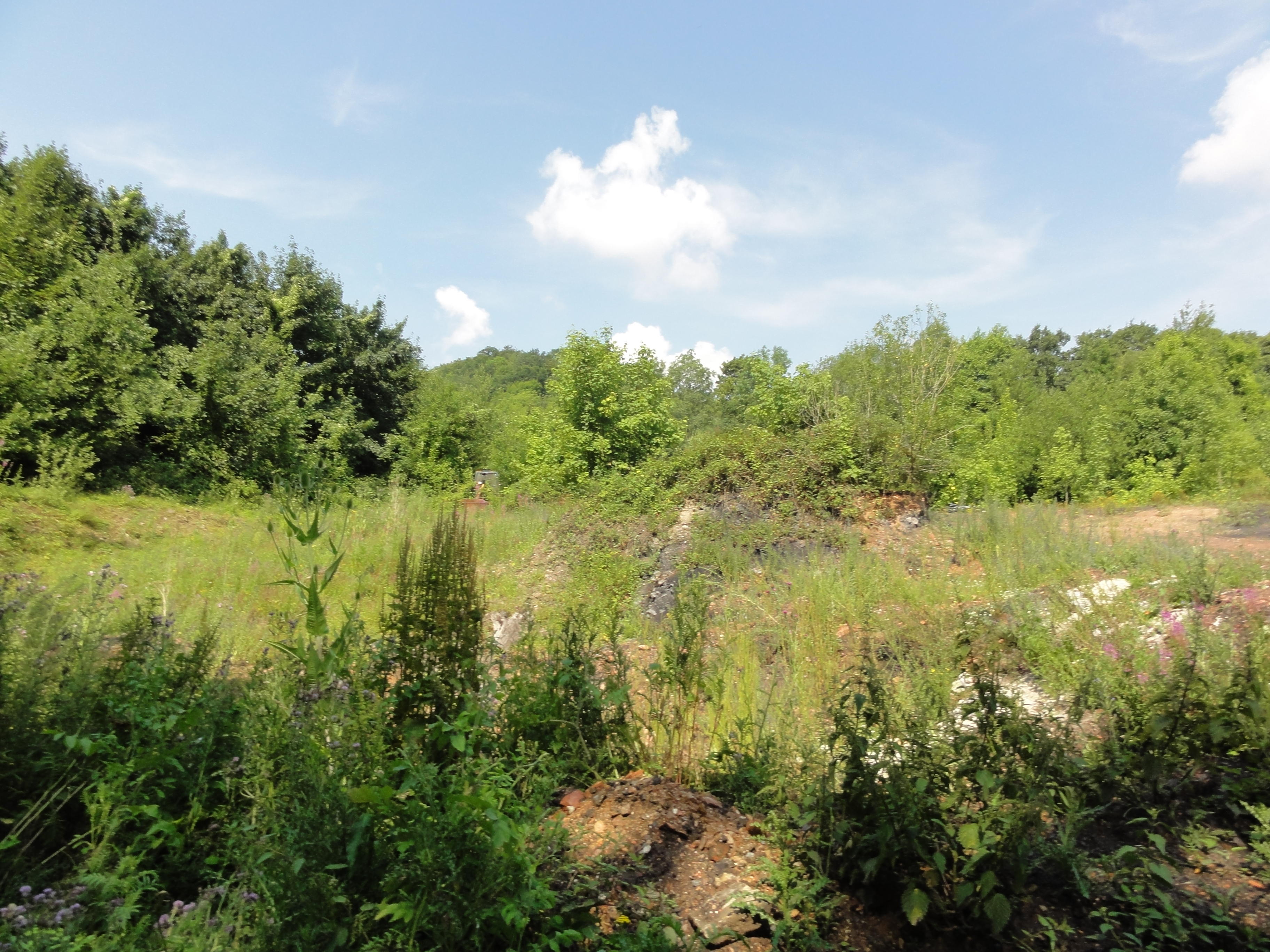
Le terril Fléchinelle Est.

50° 35′ 10″ N, 2° 18′ 23″ E
Le terril no 244, Fléchinelle Ouest, situé à Enquin-les-Mines, est le terril conique de la fosse de Fléchinelle de la Compagnie des mines de la Lys-Supérieure, ensuite devenue la fosse no 1 - 1 bis des mines de Ligny-lès-Aire, dont l'exploitation a cessé en 1928. Le terril, jamais exploité, est boisé. Il fait partie des 353 éléments répartis sur 109 sites qui ont été inscrits le 30 juin 2012 sur la liste patrimoine mondial de l'Unesco. Il constitue le site no 109, le dernier de la liste.

### Terrilno245, Fléchinelle Est
50° 35′ 08″ N, 2° 18′ 38″ E
Le terril no 245, Fléchinelle Est, situé à Enquin-les-Mines, est l'autre terril de la fosse précédemment décrite. Plat, il est situé à l'est de la fosse et du terril conique, de l'autre côté de la route.

## Les cités

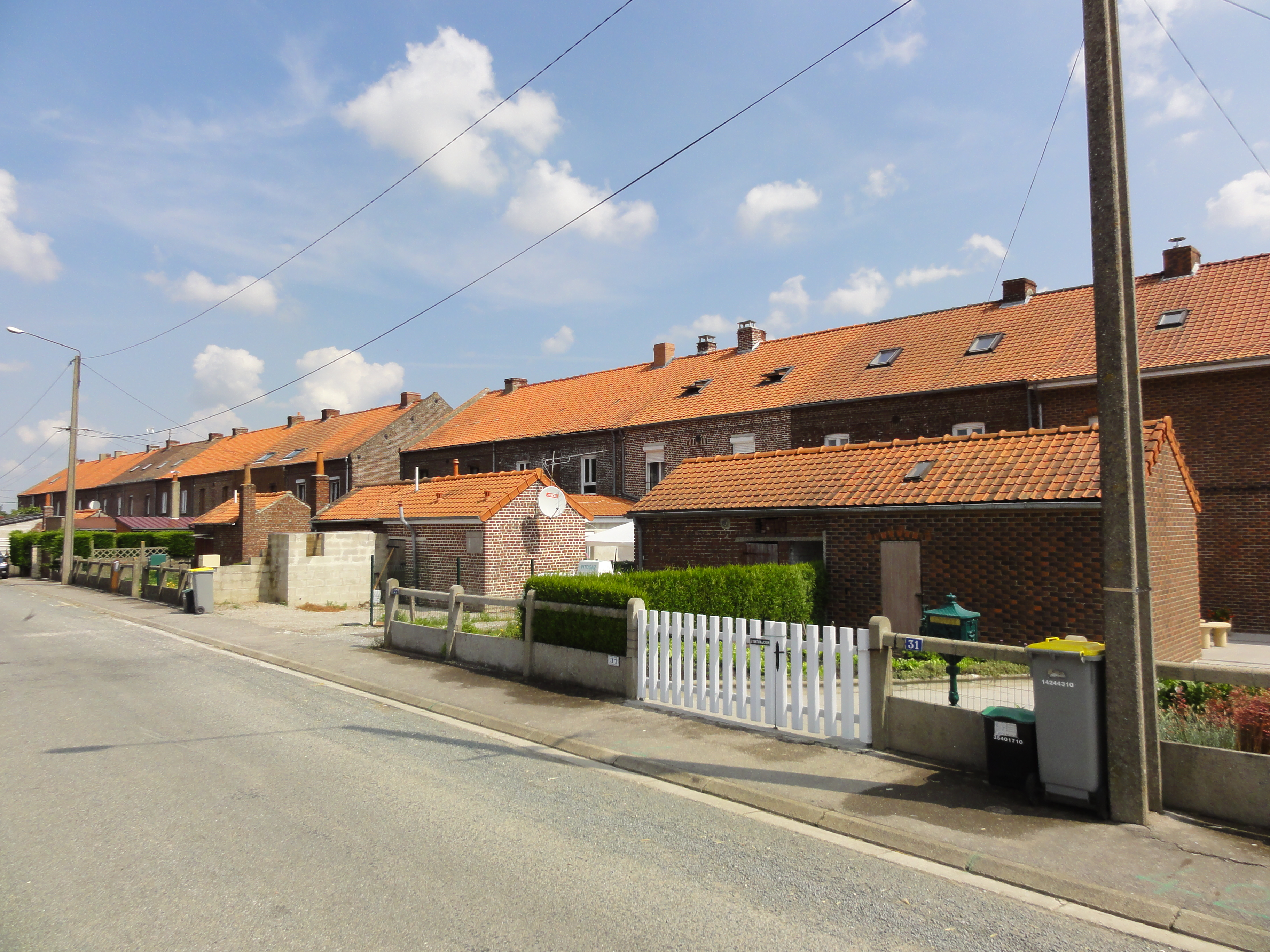
Les corons de la Cité de Fléchinelle.

### Cité de Fléchinelle
Google Maps
Une cité de corons a été bâtie quelques centaines de mètres à l'est de la fosse, elle est située sur les hauteurs de la commune d'Enquin-les-Mines.